# Седльце (Любінський повіт)
Седльце (пол. Siedlce, нім. Zedlitz) — село в Польщі, у гміні Любін Любінського повіту Нижньосілезького воєводства.
Населення — 484 особи (2011).
У 1975-1998 роках село належало до Легницького воєводства.

## Демографія
Демографічна структура станом на 31 березня 2011 року:
|          | Загалом | Допрацездатний вік | Працездатний вік | Постпрацездатний вік |
| -------- | ------- | ------------------ | ---------------- | -------------------- |
| Чоловіки | 238     | 37                 | 185              | 16                   |
| Жінки    | 246     | 47                 | 154              | 45                   |
| Разом    | 484     | 84                 | 339              | 61                   |